# Liste der Museen in Memmingen
Die Liste der Museen in Memmingen gibt einen Überblick über aktuelle und ehemalige Museen in der kreisfreien Stadt Memmingen in Bayern.

## Aktuelle Museen
| Name                  | Kurzbeschreibung | gegründet/ eröffnet | Träger          | Standort           | Bild           | Link |
| --------------------- | --- | ------------------- | --------------- | ------------------ | -------------- | ---- |
| Antoniter-Museum      | Das Museum im ehemaligen Kloster und Hospital befasst sich mit der Geschichte und dem Wirken des Antoniter-Ordens. | 1996                | Stadt Memmingen | Antonierhaus       |                |      |
| MEWO Kunsthalle       | In wechselnden Ausstellungen werden Werke zeitgenössischer Kunst gezeigt. Zudem gibt es Angebote zur Kunst- und Kulturvermittlung für verschiedene Altersgruppen.                                                            | 25. Nov. 2005       | Stadt Memmingen | Ehemaliges Postamt | weitere Bilder |      |
| Stadtmuseum Memmingen | Das Museum im spätbarocken Stadtpalais führt durch die Geschichte der ehemals freien Reichsstadt und zeigt kunst- und kulturgeschichtliche Exponate. In den Räumen befindet sich auch das Heimatmuseum Freudenthal/Altvater. |                     | Stadt Memmingen | Hermansbau         | weitere Bilder |      |
| Strigel-Museum        | Die Ausstellung erinnert an die Memminger Künstlerfamilie Strigel und zeigt deren spätmittelalterliche Gemälde und Skulpturen.                                                                                               | 1996                | Stadt Memmingen | Antonierhaus       | weitere Bilder |      |